# Détect.inc.
Détect.Inc. est une série télévisée québécoise en 1 épisode de 70 minutes et 7 épisodes de 43 minutes créée et scénarisée par Claude Meunier et diffusée entre le 3 janvier 2005 et le 21 février 2005 à la Télévision de Radio-Canada.

## Synopsis
James, un ancien policier qui a perdu son emploi à la suite d'une bavure, est sur le point de perdre sa femme. Bob, « avocat avorté » et ancien chroniqueur judiciaire, se prend pour un justicier à la Don Johnson; un Don Johnson incapable d'oublier son ex-blonde… Enquêtes multiples où Bob et James tentent d'être à la hauteur de l'image qu'ils se font d'eux-mêmes, une image de héros qui obsède bon nombre d'hommes. Série sur « l'ordinaire des héros » où les rapports humains occupent une place de choix et qui nous démontre que ce qui est si facile à régler dans les séries télévisées traditionnelles l'est beaucoup moins dans la vraie vie… Peut-on être à la fois un super héros, un super époux et un super père ? James Bond tond-il lui-même son gazon ? Don Johnson fait-il lui-même son lavage ?…Et surtout, arrivent-ils à être heureux ?

## Distribution
- Claude Meunier : Bob Marlow
- Gilbert Sicotte : James Bonin
- Charles-André Bourassa : Sony Boy
- Michel Charette : Maillet
- Pascale Desrochers : Manon
- Anne Dorval : Cynthia
- Rémy Girard : Donald Trempe
- Maude Guérin : Mauve
- Luc Guérin : Pépé
- Elise Guilbault : Janet Bonin
- Diane Lavallée : Maria
- Donald Pilon : Inspecteur Drolet

## Fiche technique
- Auteur : Claude Meunier
- Réalisateur : François Gingras
- Producteur exécutif : Alex Sliman
- Productrice déléguée : Danielle Fontaine
- Producteurs associés : Marie-Claude Goodwin et Claude Meunier
- Production : Émergence International inc.

## Épisodes
1. Justice pour tous
2. La prise d'otage
3. La drogue scolaire
4. La quatrième dimension
5. Le retour de Pépé
6. Le départ de Pépé
7. Le harcèlement
8. Le prix Nobel

## Articles
- Rémy Girard se demande pourquoi le public n'a pas accroché à la série